# Bursuc-Deal, Iași
Bursuc-Deal este un sat în comuna Lespezi din județul Iași, Moldova, România.